# Christopher Cassidy
Christopher John Cassidy (født 4. januar 1970 i Massachusetts) er uddannet NASA-astronaut og deltog på rumfærge-flyvningen STS-127 til Den Internationale Rumstation i 2009. Han var  Chief of the Astronaut Office at NASA fra juli  2015 til juni 2017.